# Studieren in Fernost

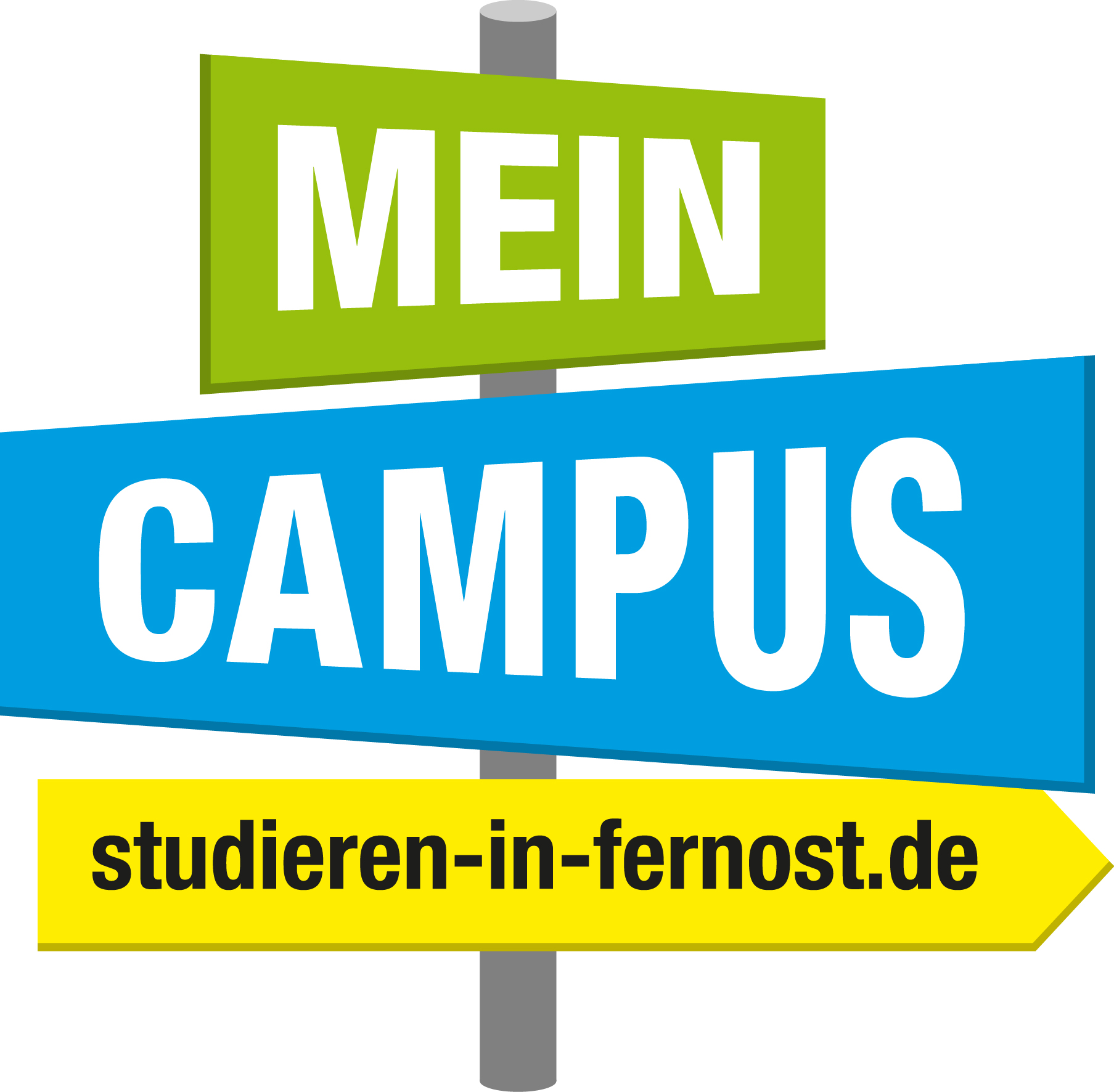
Mein Campus von Studieren in Fernost

„Studieren in Fernost“ war eine Kampagne, die insbesondere westdeutsche Schülerinnen und Schüler für ein Studium an einer ostdeutschen Hochschule begeistern sollte. Der Begriff „Fernost“ spielt auf die subjektive Distanz vieler Westdeutscher gegenüber den ostdeutschen Ländern an.
Die Kampagne wurde im Jahr 2008 von den Wissenschaftsministerien der Länder Brandenburg, Mecklenburg-Vorpommern, Sachsen, Sachsen-Anhalt und Thüringen unter dem Titel „Studieren in Fernost“ ins Leben gerufen und wird seit dem vom Bundesministerium für Bildung und Forschung gefördert. 2013 erfolgte eine Neuausrichtung unter dem erweiterten Titel „Mein Campus von Studieren in Fernost“. Nach insgesamt acht Jahren Dauer lief die Kampagne zum Jahresende 2015 aus.

## Hintergrund
Im Jahr 2007 schlossen Bund und Länder die Verwaltungsvereinbarung für die erste Programmphase des Hochschulpakts 2020. Ziel dieser für die Jahre 2007 bis 2010 geltenden Vereinbarung war es, bei einer deutschlandweit insgesamt deutlich steigenden Zahl von Studienberechtigten jedem Studierwilligen einen qualitativ hochwertigen Studienplatz anzubieten. Auf Grund der damals vorliegenden Prognosen wurde im Juni 2009 die zweite Programmphase für die Jahre 2011 bis 2015 beschlossen. 
Während die westdeutschen Flächenländer und die Stadtstaaten mit deutlich mehr Studienanfängern rechneten, erwarteten die ostdeutschen Länder aufgrund des demografischen Wandels sinkende Studienanfängerzahlen. Brandenburg, Mecklenburg-Vorpommern, Sachsen, Sachsen-Anhalt und Thüringen verpflichteten sich daher im Hochschulpakt 2020 dazu, ihre bestehenden Studienanfängerplätze aufrechtzuerhalten. Diese wollten sie daraufhin in den westdeutschen Flächenländern und den Stadtstaaten verstärkt bewerben.
Mit der Unterstützung des Bundesministeriums für Bildung und Forschung riefen die ostdeutschen Länder die länderübergreifende Hochschulmarketingkampagne „Studieren in Fernost“ ins Leben. Sie sollte über die Vorteile eines Studiums an ostdeutschen Hochschulen informieren und so eine West-Ost-Wanderung der Studienplatzbewerberinnen und -bewerber bewirken. Auf diese Weise sollten auch die westdeutschen Flächenländer und die Stadtstaaten bei ihren Anstrengungen zum Aufbau neuer Studienplätze entlastet werden.
Die erste Phase der länderübergreifenden Hochschulmarketingkampagne der ostdeutschen Länder von 2008 bis 2012 legte den Fokus allgemein auf Ostdeutschland als Hochschulstandort. Unter dem Motto „Studieren in Fernost“ tourten Gang und Dong, zwei asiatische Reporter, von Stadt zu Stadt und hielten Meinungen und Eindrücke über „Fernost“ filmisch fest.
In der zweiten Phase der Kampagne, die von 2013 bis 2015 dauerte, ging es hauptsächlich um die sachbezogene Information sowie die einzelnen Hochschulen. Unter dem Motto „Mein Campus“ drehte sich alles um die Bereiche Studieren, Leben und Arbeiten. Im Mittelpunkt stand die gezielte Vermarktung der Studienstandorte.

## Hochschulinitiative Neue Bundesländer
2008 schlossen sich die fünf ostdeutschen Länder zur Hochschulinitiative Neue Bundesländer zusammen. Um die ostdeutschen Hochschulen besser zu vermarkten, wurde der Wettbewerb für eine „länderübergreifende Dachkampagne sowie eine gemeinsame Strategie zur Vermarktung der Studienangebote und Studienstandorte der ostdeutschen Länder“ ausgeschrieben. Die Werbeagentur Scholz & Friends erhielt den Auftrag zur Durchführung der ersten Phase der Kampagne. Im Zuge der ab 2013 beginnenden zweiten Phase der Kampagne wurde die Hochschulinitiative Neue Bundesländer in Länderübergreifende Hochschulmarketingkampagne umbenannt und die Kommunikationsagentur Ketchum mit der Umsetzung betraut.

## Ziele und Umsetzung
Das Ziel der Kampagne „Mein Campus von Studieren in Fernost“ war es, speziell westdeutschen Schülerinnen und Schülern der Sekundarstufe II die Vorzüge eines Studiums an einer ostdeutschen Hochschule zu vermitteln. Außerdem wollte sie mehr Jugendliche aus den ostdeutschen Ländern dazu bewegen, ein Studium in ihren Heimatregionen aufzunehmen. Mit Blick auf die Einschreibestatistiken verweisen die Initiatoren auf den Erfolg der Kampagne: So konnte der Anteil der westdeutschen Erstsemester in den ostdeutschen Ländern erheblich – teils um bis zu 150 Prozent – gesteigert werden. Die Kampagne sollte so dazu beitragen, den in den letzten Jahren erreichten Trend – seit 2010 kamen mehr junge Leute für ein Studium aus dem Westen als den Osten verließen – eines aus Sicht der ostdeutschen Länder positiven Wanderungssaldos von Studienanfängerinnen und -anfängern zwischen Ost und West zu verstetigen.
Die Länderübergreifende Hochschulmarketingkampagne untermauerte ihre Aussagen mit Studien, unter anderem zur Ausstattung der ostdeutschen Hochschulen, der Studienqualität an ostdeutschen Hochschulen und den Karrierechancen der Absolventen ostdeutscher Hochschulen.

## Beteiligte Hochschulen
Insgesamt beteiligten sich 43 Hochschulen in den ostdeutschen Ländern an der Kampagne.

### Brandenburg
- Brandenburgische Technische Universität Cottbus-Senftenberg
- Europa-Universität Viadrina Frankfurt (Oder)
- Technische Hochschule Brandenburg
- Hochschule für nachhaltige Entwicklung Eberswalde (FH)
- Fachhochschule Potsdam – University of Applied Sciences
- Hochschule für Film und Fernsehen „Konrad Wolf“ – Potsdam-Babelsberg
- Technische Hochschule Wildau (FH) – Technical University of Applied Sciences
- Universität Potsdam

### Mecklenburg-Vorpommern
- Ernst-Moritz-Arndt-Universität Greifswald
- Hochschule Stralsund – University of Applied Sciences
- Hochschule Neubrandenburg – University of Applied Sciences
- Hochschule Wismar – University of Applied Sciences, Technology, Business and Design
- Hochschule für Musik und Theater Rostock
- Universität Rostock

### Sachsen
- Hochschule Mittweida – University of Applied Sciences
- Hochschule Zittau/Görlitz – University of Applied Sciences
- Hochschule für Bildende Künste Dresden
- Hochschule für Musik Carl Maria von Weber Dresden
- Hochschule für Musik und Theater „Felix Mendelssohn Bartholdy“ Leipzig
- Hochschule für Technik und Wirtschaft Dresden
- Hochschule für Technik, Wirtschaft und Kultur Leipzig
- Palucca Hochschule für Tanz Dresden
- Technische Universität Bergakademie Freiberg
- Technische Universität Chemnitz
- Technische Universität Dresden
- Universität Leipzig
- Westsächsische Hochschule Zwickau – University of Applied Sciences

### Sachsen-Anhalt
- Burg Giebichenstein Kunsthochschule Halle
- Hochschule Anhalt
- Hochschule Harz
- Hochschule Magdeburg-Stendal
- Hochschule Merseburg
- Martin-Luther-Universität Halle-Wittenberg
- Otto-von-Guericke-Universität Magdeburg

### Thüringen
- Bauhaus-Universität Weimar
- Ernst-Abbe-Hochschule Jena
- Fachhochschule Erfurt – University of Applied Sciences
- Fachhochschule Nordhausen – University of Applied Sciences
- Fachhochschule Schmalkalden – University of Applied Sciences
- Friedrich-Schiller-Universität Jena
- Hochschule für Musik FRANZ LISZT Weimar
- Technische Universität Ilmenau
- Universität Erfurt

## Auszeichnungen
Die Kampagne wurde mehrfach ausgezeichnet, unter anderem mit dem Neptun-Award, dem PR Report Award 2010 in der Kategorie Innovative PR-Strategie und dem Social Effie 2010 in Silber.